# Gymnanthemum
Gymnanthemum es un género de plantas fanerógamas de la familia de las asteráceas. es originario de Sudamérica. 

## Distribución
Es un endemismo de Brasil, donde se encuentra en la Amazonia, el Cerrado y la Mata Atlántica, y se distribuye por Acre, Bahia, Mato Grosso, Mato Grosso do Sul, São Paulo, Rio de Janeiro y Paraná. Es el más cultivado en jardines y huertos brasileños. Su origen es africano , después de haber sido traído por los esclavos en la época colonial.

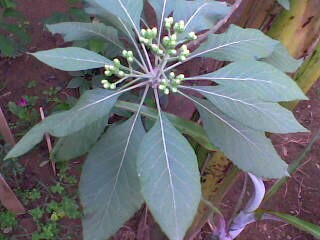
Hojas

## Taxonomía
El género fue descrito por Alexandre Henri Gabriel de Cassini y publicado en Bulletin des Sciences, par la Societe Philomatique 1817: 10. 1817.

## Algunas especies
- Gymnanthemum amygdalinum (Delile) Sch.Bip. ex Walp.
- Gymnanthemum pectorale (Baker) H.Rob.